# Coupe du monde de cricket de 2023
Navigation
2019 2027
La Coupe du monde de cricket 2023, treizième édition de la Coupe du monde de cricket, a lieu du 5 octobre au 19 novembre 2023 en Inde. Organisée par le Conseil international du cricket (ICC). Initialement prévue de février à mars 2023, elle a été reportée en raison de la pandémie de Covid-19.
La finale devrait se jouer au Stade Sardar Patel à Ahmedabad le 19 novembre 2023.
Les stades Stade Wankhede à Bombay et Eden Gardens à Calcutta accueilleront les deux demi-finales.

## Choix de l'organisateur
L'Inde est choisie pour accueillir la treizième édition de la compétition mondiale lors de la réunion de l'International Cricket Council à Londres en juin 2013,.
C'est la quatrième fois que l'Inde est désignée hôte de la compétition, mais c'est la première fois qu'elle l'organise seule : l'édition 1987 avait été organisée avec le Pakistan, celle de 1996 avec le Pakistan et le Sri Lanka et celle de 2011 avec le Sri Lanka et le Bangladesh.

## Arrière-plan
À l'origine, la compétition devait se jouer du 9 février au 26 mars 2023. En juillet 2020, il a été annoncé que le tournoi serait déplacé en octobre et novembre en raison de la perturbation du calendrier des qualifications en raison de la pandémie de covid-19. L'ICC a publié le calendrier du tournoi le 27 juin 2023.
Le Pakistan Cricket Board (PCB) avait menacé de boycotter la compétition après que la Board of Control for Cricket in India (BCCI) a refusé d'envoyer une équipe à la Coupe d'Asie 2023 prévue au Pakistan. Ce problème a été résolu en juin 2023 après la Conseil asiatique de cricket a annoncé que la compétition serait hébergée en utilisant un modèle hybride proposé par le PCB, avec neuf des 13 matches de la compétition disputés au Sri Lanka.

## Stades
- Ahmedabad – Stade Narenda Modi
- Bengaluru – Stade M. Chinnaswamy
- Chennai – Stade M. A. Chidambaram
- Delhi – Stade Arun Jaitley Cricket
- Dharamsala – Stade HPCA
- Hyderabad – Stade Rajiv Gandhi International Cricket
- Kolkata – Eden Gardens
- Lucknow – Stade BRSABV Ekana Cricket
- Mumbai – Stade Wankhede
- Pune – Stade Maharashtra Cricket Association

## Tournée des Trophées
Le Conseil international du cricket a annoncé la tournée des trophées de la Coupe du monde de cricket 2023 le 26 juin 2023, 100 jours avant le début de l'événement. Le Tour a été lancé de façon spectaculaire, avec l'ICC Men's Coupe du monde de cricket Trophée lancé dans la stratosphère, à 120 000 pieds au-dessus de la terre, avant d'effectuer un atterrissage époustouflant au Stade Narendra Modi à Ahmedabad. Ceci a été réalisé après que le trophée a été attaché à un ballon stratosphérique sur mesure, et que de superbes photos ont été capturées du trophée posé au bord de l'atmosphère terrestre à partir d'appareils photo 4k. L'édition 2023 du Trophy Tour sera de loin la plus grande, donnant aux fans la chance de se connecter avec la pièce d'argenterie tant convoitée dans divers pays et villes du monde. À partir du 27 juin, le trophée voyage dans 18 pays à travers le monde, dont le Koweït, Bahreïn, la Malaisie, les États-Unis, le Nigeria, l'Ouganda, la France, l'Italie et le pays hôte, l'Inde.
Programme complet du Trophy Tour :
| Date                    | Pays                      |
| ----------------------- | ------------------------- |
| 27 juin – 14 juillet    | Inde                      |
| 15 – 16 juillet         | Nouvelle-Zélande          |
| 17 – 18 juillet         | Australie                 |
| 19 – 21 juillet         | Papouasie-Nouvelle-Guinée |
| 22 – 24 juillet         | Inde                      |
| 25 – 27 juillet         | États-Unis                |
| 28 – 30 juillet         | Indes occidentales        |
| 31 juillet – 4 août     | Pakistán                  |
| 5 – 6 août              | Sri Lanka                 |
| 7 – 9 août              | Bangladesh                |
| 10 – 11 août            | Koweït                    |
| 12 – 13 août            | Bahreïn                   |
| 14 – 15 août            | Inde                      |
| 16 – 18 août            | Italie                    |
| 19 – 20 août            | France                    |
| 21 – 24 août            | Angleterre                |
| 25 – 26 août            | Malaisie                  |
| 27 – 28 août            | Ouganda                   |
| 29 – 30 août            | Nigeria                   |
| 31 août – 3 septembre   | Afrique du Sud            |
| À partir du 4 septembre | Inde                      |

## Mascotte
ICC a officiellement annoncé les mascottes de la coupe du monde 2023 le 19 août. Après l'annonce, un événement a également eu lieu à Gurugram, Delhi, avec la présence de deux capitaines vainqueurs de la coupe du monde U-19, Yash Dhull et Shafali Verma. Les mascottes seront un duo masculin et féminin issu de l'utopie fictive du cricket appelée Crictoverse. Il représente également des caractéristiques uniques et symbolise à la fois l'égalité des sexes et la diversité des sexes.

### Hymne
L'hymne officiel de la coupe du monde de cricket 2023 intitulé "Dil Jashn Bole" est présentée le 20 septembre. La musique est composée par Pritam tandis que les paroles sont écrites par Shloke Lal et Saaveri Verma. La chanson a été chantée par Pritam, Nakash Aziz, Sreerama Chandra, Amit Mishra, Jonita Gandhi, Akasa Singh et Charan. La chanson mettait également en vedette l'acteur Ranveer Singh.[réf. nécessaire]

## Déroulement de la compétition

### Qualifications
Pour la première fois, seul le pays hôte de la Coupe du monde est directement qualifié pour la phase finale.
| Tournoi              | Date                          | Lieu          | Nombre d'équipes | Pays                                                                                 |
| -------------------- | ----------------------------- | ------------- | ---------------- | ------------------------------------------------------------------------------------ |
| Hôte                 | Juin 2013                     |               | 1                | Inde                                                                                 |
| Super League         | 30 juillet 2020 – 31 mai 2023 | International | 7                | Afghanistan Angleterre Australie Bangladesh Nouvelle-Zélande Pakistan Afrique du Sud |
| Tournoi qualificatif | 18 juin – 9 juillet 2023      | Zimbabwe      | 2                | Pays-Bas Sri Lanka                                                                   |
| TOTAL                | TOTAL                         | TOTAL         | 10               |                                                                                      |

## Officiels de match
Le 8 septembre 2023, l'ICC a nommé 20 officiels de match pour le tournoi.
Liste des 20 arbitres de la coupe du monde de cricket 2023

### Umpires
| Afrique du Sud                      | Angleterre                                                                 | Australie                                 |
| ----------------------------------- | -------------------------------------------------------------------------- | ----------------------------------------- |
| - Marais Erasmus - Adrian Holdstock | - Michael Gough - Richard Illingworth - Richard Kettleborough - Alex Wharf | - Paul Reiffel - Rod Tucker - Paul Wilson |

| Bangladesh     | Inde          | Indes occidentales |
| -------------- | ------------- | ------------------ |
| - Sharfuddoula | - Nitin Menon | - Joel Wilson      |

| Nouvelle-Zélande               | Pakistan     | Sri Lanka          |
| ------------------------------ | ------------ | ------------------ |
| - Chris Gaffaney - Chris Brown | - Ahsan Raza | - Kumar Dharmasena |

### Arbitres
L'ICC a également nommé quatre arbitres de match pour le tournoi.
- Javagal Srinath
- Jeff Crowe
- Richie Richardson
- Andy Pycroft

## Prix en argent
L'International Cricket Council (ICC) a déclaré : « Le vainqueur de la Coupe du monde ODI 2023 recevra un prix de 4 millions de dollars et le finaliste recevra 2 millions de dollars tandis que les demi-finalistes perdants recevront $ 800,000 chacun. C'est exactement le même que le prix en argent de la dernière coupe du monde, c'est-à-dire la Coupe du monde ODI 2019. Le prix total alloué au tournoi est de 10 millions de dollars américains.
| phase                                                | équipes | Prix en argent (US$) | Total (US$) |
| ---------------------------------------------------- | ------- | -------------------- | ----------- |
| Vainqueur                                            | 1       | $ 4,000,000          | $ 4,000,000 |
| Finaliste                                            | 1       | $ 2,000,000          | $ 2,000,000 |
| Perdre les demi-finales                              | 2       | $ 800,000            | $ 1,600,000 |
| Vainqueur de chaque match de la phase de championnat | 45      | $ 40,000             | $ 1,800,000 |
| Les équipes qui ne passent pas le stade de la ligue  | 6       | $ 100,000            | $ 600,000   |
| Total                                                |         | $ 10,000,000         |             |

## Phase finale

### Cérémonie d'ouverture
La cérémonie d'ouverture a eu lieu le 4 octobre 2023 au stade Narendra Modi un jour avant le match d'ouverture entre l'Angleterre et la Nouvelle-Zélande.

### Matchs de préparation
Les matchs de préparation se déroulerent du 29 septembre au 3 octobre 2023 au Stade Rajiv Gandhi International Cricket à Hyderabad, au stade Association de cricket d'Assam à Guwahati et au Greenfield International Stadium à Thiruvananthapuram.
Les rencontres d'échauffement de l'Inde ont été annoncées le 27 juin. Les matchs sont retransmis en direct à la télévision.

### Résultats
| Date         | Stade                                                 | Équipe 1                                                                                   | Équipe 1                                                                                   | Équipe 2                                                                                   | Équipe 2                                                                                   | Vainqueur                                                                                  |
| ------------ | ----------------------------------------------------- | ------------------------------------------------------------------------------------------ | ------------------------------------------------------------------------------------------ | ------------------------------------------------------------------------------------------ | ------------------------------------------------------------------------------------------ | ------------------------------------------------------------------------------------------ |
| 29 septembre | Stade Association de cricket d'Assam (Guwahati)       | Sri Lanka                                                                                  | 263 (49.1)                                                                                 | Bangladesh                                                                                 | 264/3 (42)                                                                                 | Le Bangladesh a gagné par 7 guichets                                                       |
| 29 septembre |                                                       | Le match entre le Afrique du Sud et le Afghanistan Impossible de jouer à cause de la pluie | Le match entre le Afrique du Sud et le Afghanistan Impossible de jouer à cause de la pluie | Le match entre le Afrique du Sud et le Afghanistan Impossible de jouer à cause de la pluie | Le match entre le Afrique du Sud et le Afghanistan Impossible de jouer à cause de la pluie | Le match entre le Afrique du Sud et le Afghanistan Impossible de jouer à cause de la pluie |
| 29 septembre | Stade Rajiv Gandhi International Cricket, (Hyderabad) | Nouvelle-Zélande                                                                           | 346/5 (43.4)                                                                               | Pakistan                                                                                   | 345/5 (50)                                                                                 | La Nouvelle-Zélande a gagné par 5 guichets                                                 |
| 30 septembre |                                                       | Le match entre le Inde et le Angleterre Impossible de jouer à cause de la pluie            | Le match entre le Inde et le Angleterre Impossible de jouer à cause de la pluie            | Le match entre le Inde et le Angleterre Impossible de jouer à cause de la pluie            | Le match entre le Inde et le Angleterre Impossible de jouer à cause de la pluie            | Le match entre le Inde et le Angleterre Impossible de jouer à cause de la pluie            |
| 30 septembre | Stade Greenfield International (Thiruvananthapuram)   | Australie                                                                                  | 166/7 (23)                                                                                 | Pays-Bas                                                                                   | 84/6 (14.2)                                                                                | Pas de résultat                                                                            |
| 2 octobre    | Stade Association de cricket d'Assam (Guwahati)       | Bangladesh                                                                                 | 188/9 (37)                                                                                 | Angleterre                                                                                 | 197/6 (24.1)                                                                               | L'Angleterre a gagné par 4 guichets (méthode DLS)                                          |
| 2 octobre    | Stade Greenfield International (Thiruvananthapuram)   | Nouvelle-Zélande                                                                           | 321/6 (50)                                                                                 | Afrique du Sud                                                                             | 211/4 (37)                                                                                 | La Nouvelle-Zélande a gagné par 7 courses (méthode DLS)                                    |
| 3 octobre    | Stade Association de Cricket d'Assam (Guwahati)       | Afghanistan                                                                                | 294 (46.2)                                                                                 | Sri Lanka                                                                                  | 261/4 (38.1)                                                                               | L'Afghanistan gagné par 6 guichets (méthode DLS)                                           |
| 3 octobre    |                                                       | Le match entre le Inde et le Pays-Bas Impossible de jouer à cause de la pluie              | Le match entre le Inde et le Pays-Bas Impossible de jouer à cause de la pluie              | Le match entre le Inde et le Pays-Bas Impossible de jouer à cause de la pluie              | Le match entre le Inde et le Pays-Bas Impossible de jouer à cause de la pluie              | Le match entre le Inde et le Pays-Bas Impossible de jouer à cause de la pluie              |
| 3 octobre    | Stade Rajiv Gandhi International Cricket (Hyderabad)  | Australie                                                                                  | 351/7 (50)                                                                                 | Pakistan                                                                                   | 337 (47.4)                                                                                 | L'Australie a gagné par 14 courses                                                         |

### Phase de groupe
L'ICC a annoncé le calendrier de la Coupe du monde le 27 juin 2023 lors d'un événement à Mumbai avec un compte à rebours de 100 jours avant le match d'ouverture de la Coupe du monde le 5 octobre. La phase de groupes débutera par le match entre les finalistes de la Coupe du monde de cricket de 2019, la Nouvelle-Zélande et l'Angleterre au Stade Narendra Modi. Le 9 août 2023, neuf rencontres, dont le match entre l'Inde et le Pakistan, ont été reportées par l'ICC.
Toutes les équipes se rencontrent une fois chacune. Les 4 meilleures sont qualifiées pour la phase finale.
À la suite du processus de qualification, la compétition sera la première à ne pas accueillir les Indes occidentales (anciens vainqueurs), qui n'ont pas réussi à se qualifier à la suite de leur défaite face à Écosse. Membres à part entière Irlande et Zimbabwe a également raté la qualification, ce qui signifie trois des quatre Membres associés de l'ICC qui ont pris part à la phase de qualification à élimination directe ne se sont pas qualifiés, avec seulement Sri Lanka etenee. La dernière place de qualification est revenue à un éliminateur entre membres associés, Écosse et Pays-Bas. Les Pays-Bas ont remporté l'éliminateur et ont pris la dernière place de la phase finale de la compétition.

#### Classement
| Rang | Équipe           | Pts | J | G | É | P | Ab | Tdf    |
| ---- | ---------------- | --- | - | - | - | - | -- | ------ |
| 1    | Inde             | 16  | 9 | 9 | 0 | 0 | 0  | 2,570  |
| 2    | Afrique du Sud   | 14  | 9 | 7 | 0 | 2 | 0  | 1,261  |
| 3    | Australie        | 14  | 9 | 7 | 0 | 2 | 0  | 0,841  |
| 4    | Nouvelle-Zélande | 10  | 9 | 5 | 0 | 4 | 0  | 0,743  |
| 5    | Pakistan         | 8   | 9 | 5 | 0 | 4 | 0  | -0,199 |
| 6    | Afganistan       | 8   | 9 | 4 | 0 | 5 | 0  | -0,336 |
| 7    | Angleterre       | 6   | 9 | 3 | 0 | 6 | 0  | -0,572 |
| 8    | Bangladesh       | 4   | 9 | 2 | 0 | 7 | 0  | -1,087 |
| 9    | Sri Lanka        | 4   | 9 | 2 | 0 | 7 | 0  | -1,419 |
| 10   | Pays-Bas         | 4   | 9 | 2 | 0 | 7 | 0  | -1,825 |

### Progression du tournoi
| Équipe           | Phase de groupe | Phase de groupe | Phase de groupe | Phase de groupe | Phase de groupe | Phase de groupe | Phase de groupe | Phase de groupe | Phase de groupe | élimination directe | élimination directe |
| Équipe           | 1               | 2               | 3               | 4               | 5               | 6               | 7               | 8               | 9               | DF                  | F                   |
| ---------------- | --------------- | --------------- | --------------- | --------------- | --------------- | --------------- | --------------- | --------------- | --------------- | ------------------- | ------------------- |
| Afghanistan      | 0               | 1               | 2               | 3               | 5               | 7               | 8               | 9               | 10              |                     |                     |
| Afrique du Sud   | 2               | 4               | 5               | 6               | 7               | 8               | 9               | 10              | 12              | P                   |                     |
| Angleterre       | 0               | 2               | 3               | 4               | 6               | 7               | 8               | 10              | 12              |                     |                     |
| Australie        | 0               | 1               | 2               | 3               | 6               | 8               | 9               | 11              | 12              | G                   | G                   |
| Bangladesh       | 1               | 2               | 3               | 4               | 6               | 7               | 8               | 10              | 11              |                     |                     |
| Inde             | 1               | 2               | 3               | 5               | 7               | 9               | 10              | 11              | 12              | G                   | P                   |
| Nouvelle-Zélande | 1               | 3               | 4               | 5               | 6               | 7               | 8               | 12              | 13              | P                   |                     |
| Pakistan         | 1               | 3               | 4               | 5               | 6               | 7               | 9               | 10              | 11              |                     |                     |
| Pays-Bas         | 1               | 2               | 3               | 4               | 5               | 6               | 7               | 8               | 10              |                     |                     |
| Sri Lanka        | 0               | 2               | 3               | 4               | 5               | 6               | 8               | 9               | 10              |                     |                     |

### Résumé
Le tournoi a débuté le 5 octobre à Stade Narendra Modi, Ahmedabad entre les finalistes du dernier tournoi, Angleterre, et Nouvelle-Zélande. L'Angleterre a frappé en premier et a été limitée à 282 points, Joe Root étant le meilleur marqueur avec 77 points. La Nouvelle-Zélande a remporté une victoire de 9 guichets, grâce à un partenariat invaincu de 273 points avec Devon Conway et Rachin Ravindra Lors du prochain match, Pakistan a remporté une victoire par 81 points sur le Pays-Bas. Les sept meilleures équipes du tableau final des points du tournoi, ainsi que le Pakistan hôte, se qualifieront pour le prochain tournoi ICC ODI - le Trophée des Champions ICC 2025.

#### Résultats
La première équipe à battre est suivie d'un astérisque.
| Date | Stade | Équipe 1         | Équipe 1   | Équipe 2         | Équipe 2     | Vainqueur                             |
| --- | --- | ---------------- | ---------- | ---------------- | ------------ | ------------------------------------- |
| 5 octobre | Stade Narendra Modi (Ahmedabad) | Angleterre       | 282/9 (50) | Nouvelle-Zélande | 283/1 (36.2) | Nouvelle-Zélande par 9 Guichets       |
| 5 octobre | * Les onze batteurs anglais ont tous atteint le double des chiffres, le premier exemple de ce type dans les ODI. - Rachin Ravindra La Nouvelle-Zélande a marqué son premier siècle dans les ODI - Devon Conway et les 273 courses de Rachin Ravindra Partnership dépassé Martin Guptill et Will Young's 203 pour le partenariat le plus élevé pour le deuxième guichet de la Nouvelle-Zélande |                  |            |                  |              |                                       |
| Les deux équipes s'étaient rencontrées dix fois en Coupe du Monde, la dernière fois en finale de la édition 2019 qui s'est terminé par un Tie L'Angleterre allait remporter le bris d'égalité et la Coupe du monde. Lors de leurs neuf rencontres précédentes, l’Angleterre en avait gagné quatre et perdu cinq. Dans le match revanche, la Nouvelle-Zélande a remporté le tirage au sort et a envoyé l'Angleterre au bâton en premier. L'Angleterre a démarré lentement avant son capitaine Jos Buttler's leur arrivée à la 22e a amélioré leur Taux d'exécution il en a frappé deux Quatre courses et Six chacun, avant d'être rejeté pour 43. Joe Root's 77 et un dixième guichet Partnership de 30 courses ont porté le total de l'Angleterre à 282. La réponse de la Nouvelle-Zélande a commencé avec l'ouverture du frappeur Will Young's exclusion pour un premier ballon Duck. Cependant, Devon Conway et Rachin Ravindra, qui a été promu pour prendre en charge un blessé Kane Williamson's place, mis sur un stand invaincu de 273 points pour le deuxième guichet Le duo a démarré fort et a frappé 13 quatre et deux six dans le premier Powerplay. Lors de leurs premières participations à la Coupe du Monde, ils ont ensuite réalisé 152 et 123 points respectivement et ont vu leur équipe rentrer chez elle avec 13,4 overs à revendre. | |                  |            |                  |              |                                       |
| 6 octobre | Stade Rajiv Gandhi International Cricket (Hyderabad) | Pakistan         | 286 (49)   | Pays-Bas         | 205 (41)     | Pakistan par 81 Courses               |
| Il s'agissait du septième match entre les équipes et du troisième en Coupe du monde, et les Pays-Bas n'avaient pas encore remporté de victoire contre le Pakistan. Les Pays-Bas ont remporté le tirage au sort et ont choisi de s'aligner. Le Pakistan était réduit à 38/3 avant Saud Shakeel et Mohammad Rizwan réalisé 120 courses pour le quatrième guichet, les deux faisant demi-siècles, le premier arrive en 32 balles. Mohammad Nawaz et Shadab Khan puis ont ajouté 64 points ensemble, portant le total de leur équipe à un respectable 286. Bas de Leede s'est démarqué comme le meilleur quilleur des Pays-Bas, remportant quatre guichets. Les manches des Pays-Bas ont connu un début difficile, perdant Max O'Dowd au début, mais Vikramjit Singh et Colin Ackermann procurait une certaine stabilité. Cependant, ce dernier n'a pas pu rester longtemps et a été expulsé sur un tir lâche Iftikhar Ahmed. de Leede et Singh ont formé un partenariat vital de 70 courses, les deux joueurs atteignant un demi-siècle. Le départ de Singh a déclenché un effondrement de 120 pour 3 à 158 pour 6. L'ordre inférieur a offert une certaine résistance, avec Logan van Beek frappant quelques coups vigoureux à la fin, mais l'équipe a échoué de 81 points. | |                  |            |                  |              |                                       |
| 7 octobre | Stade HCPA (Dharamsala) | Afghanistan      | 156 (37.2) | Bangladesh       | 158 (34.4)   | Banglandesh par 6 guichets            |
| 7 octobre | * Rahmanullah Gurbaz est devenu le joueur afghan le plus rapide à marquer 1000e points en ODI pour l'Afghanistan (27 manches) - Le Bangladesh a remporté le match avec 92 ballons en réserve, soit sa plus grande marge de victoire de la Coupe du monde, en termes de ballons. |                  |            |                  |              |                                       |
| 7 octobre | Stade Arun Jaitley Cricket (Delhi) | Afrique du Sud   | 428/5 (50) | Sri Lanka        | 326 (44.5)   | Afrique du Sud Par 102 Courses        |
| 7 octobre | * Le score de l'Afrique du Sud de 428/5 est le plus élevé de l'histoire de la Coupe du monde. - Aiden Markram (SA) a marqué le siècle le plus rapide de l'histoire de la Coupe du monde (49 ballons) - Les 754 points marqués lors de la rencontre constituent le Total de matchs le plus élevé dans un match de Coupe du monde. |                  |            |                  |              |                                       |
| Le Sri Lanka est entré dans le match après une victoire solitaire contre l'Afrique du Sud lors de ses six rencontres de Coupe du monde. Après avoir perdu le capitaine Temba Bavuma's guichet dès le début après avoir été envoyé au bâton, Quinton de Kock et Rassie van der Dussen a stabilisé les manches de l'Afrique du Sud en les emmenant à 118/1 après 20 overs. Tous deux allaient faire des siècles, 100 et 108 respectivement, suivis par le plus rapide jamais enregistré en Coupe du monde par Aiden Markram. Les manches de Markram comprenaient 14 quatre et trois six, et il a particulièrement attaqué le stimulateur sri lankais Matheesha Pathirana, qui a donné 95 points sur ses dix overs. Plusieurs records ont été battus lors des manches de l'Afrique du Sud, y compris la première fois que trois frappeurs ont marqué des siècles dans un match de Coupe du monde. La chasse aux 428 personnes au Sri Lanka a commencé avec une seule goutte Kusal Mendis atteignant un demi-siècle avant qu'aucun de ses coéquipiers n'ait marqué un seul point. Ses manches de 76 se sont déroulées sur 42 balles et comprenaient huit six. La cinquantaine à partir de Charith Asalanka (79) et capitaine Dasun Shanaka (68) ont brièvement maintenu la poursuite de leur équipe en vie, mais l'équipe a échoué de 102 points malgré quelques frappes tardives de Kasun Rajitha. | |                  |            |                  |              |                                       |
| 8 octobre | Stade M. A. Chidambaram (Chennai) | Australie        | 199 (49.3) | Inde             | 201/4 (41.2) | Inde par 6 guichets                   |
| 8 octobre | * David Warner d'Australie a battu le record détenu par Sachin Tendulkar et AB de Villiers (20 chacun) pour les plus rapides à atteindre 1 000 courses en Coupe du monde, en termes de manches (19). - Mitchell Starc de l'Australie s'est cassé Lasith Malinga's record (25) du plus rapide à atteindre 50 guichets en Coupe du monde, en termes de manches (19). puis a réclamé trois guichets en un espace de onze livraisons, réduisant l'Australie à 119/5. Meilleur buteur Steve Smith's le bord extérieur a été battu par une livraison de Jadeja tournant suffisamment pour frapper son hors souche. L'Australie a été regroupée pour 199 après un dernier effort pour marquer du capitaine Cummins et Starc. |                  |            |                  |              |                                       |
| L'Australie a commencé fort avec la batte et avait une fiche de 74/1 avant un match fluide David Warner (41) a été renvoyé, attrapé et renversé par Kuldeep Yadav. Ami fileur Ravindra Jadeja L'effort de bowling contrôlé par l'Inde représente un total de 171 boules de points ont été joués Le gros des dégâts a été fait par Jadeja (3/28). L'Inde a connu un début difficile : trois de ses quatre premiers ont été exclus pour 0. Alors que Starc a remporté Ishan Kishan's guichet, camarade Paceman Josh Hazelwood revendiqué Rohit Sharma et Shreyas Iyer, réduisant l’Inde à deux pour trois. Virat Kohli (85) avec K. L. Rahul (97*) a ajouté 165 courses pour le quatrième guichet, le quatrième partenariat de guichet le plus élevé pour l'Inde lors des Coupes du monde. Les deux ont constamment alterné les frappes et n'ont marqué que 14 quatre et deux six à eux deux, aidant leur équipe à atteindre l'objectif avec 8,4 overs restants. | |                  |            |                  |              |                                       |
| 9 octobre | Stade Rajiv Gandhi International Cricket (Hyderabad) | Nouvelle-Zélande | 322/7 (50) | Pays-Bas         | 223 (46.3)   | Nouvelle-Zélande par 99 Courses       |
| 9 octobre | * Sybrand Engelbrecht (Pays-Bas) a fait ses débuts à l'ODI. |                  |            |                  |              |                                       |
| Les deux équipes ne s'étaient rencontrées qu'une seule fois en Coupe du monde auparavant, la Nouvelle-Zélande ayant remporté le match, en 1996. Les quilleurs néerlandais ont débuté avec trois Débuts de jeune fille avant la Nouvelle-Zélande Devon Conway et Will Young réalisé 67 courses ensemble. Young a ensuite ajouté 77 points avec Rachin Ravindra (51) pour le troisième guichet. Daryl Mitchell's 48, Tom Latham's 53 sur 46 et Mitchell Santner's 36 sur 17 signifiait que la Nouvelle-Zélande affichait un objectif de 323. L'armateur gauche Santner a tiré le meilleur parti du guichet convivial et a remporté le premier tir de cinq guichets par un fileur néo-zélandais lors des Coupes du monde, en utilisant sa variation de rythme. Colin Ackermann a offert de la résistance avec son jeu par coups et a réalisé 50 points avec Teja Nidamanuru, avant que cette dernière ne soit épuisée. Santner, qui a joué avec des guichets à intervalles réguliers au milieu, a destitué le capitaine Scott Edwards attrapé et joué au bowling. Matt Henry's le rebond et le rythme lui ont valu trois guichets, dont une tentative de bowling de Vikramjit Singh. Les Pays-Bas ont perdu 99 points après avoir nettoyé leur queue en ramassant les deux derniers guichets. | |                  |            |                  |              |                                       |
| 10 octobre | Stade HPCA (Dharamsala) | Angleterre       | 364/9 (50) | Bangladesh       | 227 (48.2)   | Angleterre par 137 Courses            |
| 10 octobre | * Jonny Bairstow Angleterre a joué dans son 100ème ODI - Joe Root Angleterre est devenu le meilleur buteur d'Angleterre en ODI, dépassant Graham Gooch. |                  |            |                  |              |                                       |
| 10 octobre | Stade Rajiv Gandhi International Cricket (Hyderabad) | Sri Lanka        | 344/9 (50) | Pakistan         | 345/4 (48.2) | Pakistan par 6 Guichets               |
| 10 octobre | * Sadeera Samarawickrama Sri Lanka a marqué son premier siècle dans les ODI - Imam-ul-Haq Pakistan a marqué son 3 000e point en ODI. - Abdullah Shafique Pakistan a marqué son premier siècle dans les ODI. - C'était le course-poursuite la plus réussie dans l'histoire de la Coupe du monde de cricket. - C'était la troisième fois que quatre siècles étaient notés dans un seul ODI, après Australie contre Pakistan en 1998 et Australie contre Inde en 2013 |                  |            |                  |              |                                       |
| Le Sri Lanka a pris un bon départ avec la batte et était 229/3 après 30 overs. Kusal Mendis's century off 65 balls, which he reached with a six, was the fastest by a Sri Lanka player in World Cups. He particularly punished Shaheen Afridi et Haris Rauf, a terminé ses manches frapper à 158.44. Ses partenaires étaient Pathum Nissanka (51) et Sadeera Samarawickrama, qui a effectué 108 livraisons sur 89, aidant son équipe à dépasser les 300. Le Pakistan semblait en difficulté à 37/2 après avoir perdu son capitaine Babar Azam au huitième. Cependant, Abdullah Shafique et Mohammad Rizwan les a ramenés dans le jeu, grâce à leur stand de 176 points pour le troisième guichet. Shafique, qui est venu en remplacement de Fakhar Zaman, en a fait 113, le plus grand nombre par un débutant pakistanais en Coupe du monde. Rizwan a lutté contre des crampes et est resté invaincu à 131, aidant son équipe à atteindre la poursuite la plus réussie de l'histoire de la Coupe du monde, le précédent record du Pakistan étant de 263. Alors que le taux de course augmentait à travers les overs intermédiaires, les frappeurs pakistanais ont accéléré leur poursuite, atteignant 163 sur les 20 derniers overs, prolongeant ainsi leur avance à 8-0 contre leurs adversaires en Coupe du monde. | |                  |            |                  |              |                                       |
| 11 octobre | Stade Arun Jaitley Cricket (Delhi) | Afghanistan      | 272/8 (50) | Inde             | 273/2 (35)   | Inde par 8 Guichets                   |
| 11 octobre | * Rohit Sharma en Inde cassé Chris Gayle's record pour la plupart des six au cricket international (554). - Rohit Sharma cassé Sachin Tendulkar's enregistrer pour La plupart des siècles dans l'histoire de la Coupe du monde (7). |                  |            |                  |              |                                       |
| L'Inde avait remporté sa seule rencontre précédente contre l'Afghanistan en Coupe du monde Les premiers matchs de l'Afghanistan ont chuté à moindre coût et en une seule goutte Rahmat Shah's le licenciement a laissé son équipe à 63 pour 3. Le seul partenariat notable de l'équipe est survenu pour le quatrième guichet lorsque le capitaine Hashmatullah Shahidi et Azmatullah Omarzai réalisé 121 points, avant que ce dernier ne soit éliminé par un Hardik Pandya balle plus lente pour 62. Kuldeep Yadav a ralenti le rythme de course de ses adversaires et a ensuite éliminé Shahidi, qui était resté fidèle au territoire malgré la chute de ses partenaires à l'autre bout. Meneur de train Jasprit Bumrah puis a limité l'Afghanistan à n'en ajouter que 83 lors des 15 derniers overs. La réponse de l'Inde a commencé par le capitaine Rohit Sharma marquant de manière fulgurante. Il a atteint en un siècle 63 balles, dépassant Kapil Dev's 1983 effort pour le siècle le plus rapide d'un joueur indien dans l'histoire de la Coupe du monde. Ses frappes sans effort lui ont valu un stand de 100 points avec Ishan Kishan, ce dernier ne contribuant qu'à 14 courses dans le partenariat. Le licenciement de Kishan pour 47 ans et plus tard celui de Sharma signifiait Virat Kohli (55) et Shreyas Iyer (25) a ramené son équipe à la maison avec 15 overs à jouer | |                  |            |                  |              |                                       |
| 12 octobre | Stade BRSABV Ekana Cricket (Lucknow) | Afrique du Sud   | 311/7 (50) | Australie        | 177/7 (40.5) | Afrique du Sud par 134 Courses        |
| 12 octobre | * Il s'agit de la plus lourde défaite de l'Australie en Coupe du monde, dépassant perte contre l'Inde en 1983, en termes de courses (134). |                  |            |                  |              |                                       |
| L'Australie a tenu l'avantage face à l'Afrique du Sud lors des Coupes du monde par une marge de 3 à 2, avec un match se terminant par un match nul. L'Afrique du Sud a démarré tranquillement avec la batte lors des premiers matchs Quinton de Kock et capitaine Temba Bavuma. de Kock a ensuite pris les commandes grâce à un six et deux quatre lors des cinquième et sixième overs, et les deux ont mis en place un stand de 108 points, avant Rassie van der Dussen a ajouté 50 points avec de Kock pour le deuxième guichet. de Kock continuerait à faire son deuxième siècle au trot, une manche comprenant huit quatre et cinq six, avant Aiden Markram (56) et Heinrich Klaasen (29) combinés pour ajouter un autre stand de cinquante courses pour leur équipe. L'Australie a ramené ses adversaires alors qu'ils étaient 263/3 après 43 overs, leurs stimulateurs ramassant quelques guichets vers la fin des manches. Les manches ont été marquées par de mauvais Fielding par l'Australie, qui a perdu cinq attrapés. La première commande australienne a chuté à moindre coût avec seulement Marnus Labuschagne (46 sur 74), frapper à côté Mitchell Starc (29), offrant une certaine résistance au bowling sud-africain Lungi Ngidi (1/18) et Marco Jansen (2/54) ont été impressionnants avec le nouveau ballon, et a contribué à réduire l'Australie à 70/6 dès le 18e. Steve Smith et Marcus Stoinis ont tous deux été remis par le Troisième arbitre suivant références tous les deux fermés Kagiso Rabada, qui a également joué au bowling Josh Inglis. La seule autre position notable de l'Australie se situe entre Pat Cummins et Adam Zampa qui a réalisé 32 courses à eux deux. Expulsés pour 177 points, ils ont subi leur 15e défaite lors des 18 derniers matches contre l'Afrique du Sud, les quatre derniers avec plus de 100 points d'avance. | |                  |            |                  |              |                                       |
| 13 octobre | Stade M. A. Chidambaram (Chennai) | Bangladesh       | 245/9 (50) | Nouvelle-Zélande | 248/2 (42.5) | Nouvelle-Zélande par 8 Guichets       |
| 13 octobre | * Trent Boult dépassé Kyle Mills pour devenir le quilleur néo-zélandais le plus rapide à remporter 200 guichets en ODI, en termes de matchs (107), et le troisième au classement général. |                  |            |                  |              |                                       |
| 14 octobre | Stade Narendra Modi (Ahmedabad) | Pakistan         | 191 (42.5) | Inde             | 192/3 (30.3) | Inde par 7 Guichets                   |
| 15 octobre | Stade Arun Jaitle Crikcet (Delhi) | Afghanistan      | 284 (49.5) | Angleterre       | 215 (40.3)   | Afghanistan par 69 Courses            |
| 15 octobre | * Mohammad Nabi et Rahmat Shan Afghanistan tous deux ont joué respectivement leur 150e et 100e ODI. - C'était la première défaite de l'Angleterre contre l'Afghanistan dans l'histoire internationale du cricket. |                  |            |                  |              |                                       |
| 16 octobre | Stade BRSABV Ekana Cricket (Lucknow) | Sri Lanka        | 209 (43.3) | Australie        | 215/5 (35.2) | Australie Par 6 Guichets              |
| 17 octobre | Stade HCPA (Dharamsala) | Pays-Bas         | 245/8 (43) | Afrique du Sud   | 207 (42.5)   | Pays-Bas Par 38 Courses               |
| 17 octobre | * Le match a été réduit à 43 overs par équipe en raison de la pluie. - Pour la première fois, l'Afrique du Sud perd un match ODI contre l'équipe associée. |                  |            |                  |              |                                       |
| 18 octobre | Stade M. A. Chidambaram (Chennai) | Nouvelle-Zélande | 288/6 (50) | Afghanistan      | 139 (34.4)   | Nouvelle-Zélande Par 149 Courses      |
| 18 octobre | * Mitchell Santner Nouvelle-Zélande a pris son 100e guichet en ODI |                  |            |                  |              |                                       |
| 19 octobre | Stade Maharashtra Cricket Association (Pune) | Bangladesh       | 256/8 (50) | Inde             | 261/3 (41.3) | Inde Par 7 Guichets                   |
| 19 octobre | * Mushfiqur Rahim Scored his 1 000 ème de la coupe du monde - Virat Kohli Inde a marqué son 26,000e point au cricket international, le plus rapide à atteindre ce cap, en termes de manches (567 manches). |                  |            |                  |              |                                       |
| 20 octobre | Stade M. Chinnaswamy (Bengaluru) | Australie        | 367/9 (50) | Pakistan         | 305 (45.3)   | Australie par 62 Courses              |
| 20 octobre | * Adam Zampa Australie a pris son 150e guichet en ODI. |                  |            |                  |              |                                       |
| 21 octobre | Stade BRSABV Ekana Cricket (Lucknow) | Pays-Bas         | 262 (49.4) | Sri Lanka        | 263/5        | Sri Lanka par 5 Guichets              |
| 21 octobre | Stade Wankhede, Mumbai | Afrique du Sud   | 399/7 (50) | Angleterre       | 190 (22)     | Afrique du Sud par 229 Courses        |
| 22 octobre | Stade HPCA (Dharamsala) | Nouvelle-Zélande | 273 (50)   | Inde             | 274/6 (48)   | Inde par 4 Guichets                   |
| 22 octobre | * Shubman Gill Inde cassé Hashim Amla's a marqué son 2000e point en ODI, le plus rapide à atteindre ce cap, en termes de manches (38 manches) |                  |            |                  |              |                                       |
| 23 octobre | Stade M. A. Chidambaram (Chennai) | Afghanistan      | 282/7 (50) | Pakistan         | 286/2 (49)   | Afghanistan par 8 Guichets            |
| 23 octobre | * Il s'agissait de la première défaite du Pakistan contre l'Afghanistan dans l'histoire internationale du cricket. |                  |            |                  |              |                                       |
| 24 octobre | Stade Wankhede (Mumbai) | Afrique du Sud   | 382/5 (50) | Bangladesh       | 233 (46.4)   | Afrique du Sud par 149 Courses        |
| 25 octobre | Stade Arun Jaitley Cricket (Delhi) | Australie        | 399/8 (50) | Pays-Bas         | 90 (21)      | Australie par 309 Courses             |
| 25 octobre | * Glenn Maxwell Australie cassé Aiden Markram's enregistrement pour le siècle le plus rapide de l'histoire de la Coupe du monde, en termes de balles affrontées (40). - Bas de Leede Pays-Bas a concédé 113 points, le le plus par n'importe quel quilleur dans une manche ODI, surpassant Mick Lewis et Adam Zampa (tous deux 113). - L'Australie a enregistré le la plus grande marge de victoire de l'histoire de la Coupe du monde et deuxième au classement général de toutes les équipes, en termes de points (309), surpassant leur victoire de 275 points contre l'Afghanistan en 2015. |                  |            |                  |              |                                       |
| 26 octobre | Stade M. Chinnaswamy (Bengaluru) | Angleterre       | 156 (33.2) | Sri Lanka        | 160/2 (25.4) | Sri Lanka par 8 Guichets              |
| 27 octobre | Stade M. A. Chidambaram (Chennai) | Pakistan         | 270 (46.4) | Afrique du Sud   | 271/9 (47.2) | Afrique du Sud Par 1 Guichet          |
| 27 octobre | * Usama Mir Pakistan Remplacé Shadab Khan comme un substitut à une commotion cérébrale lors de la deuxième manche du match. |                  |            |                  |              |                                       |
| 28 octobre | Stade HPCA (Dharamsala) | Australie        | 388 (49.2) | Nouvelle-Zélande | 383/9 (50)   | Australie Par 5 Courses               |
| 28 octobre | * Les 771 points marqués lors de la rencontre constituent le total de match le plus élevé lors d'un match de coupe du monde, dépassant l'Afrique du Sud et le Sri Lanka 754 courses en 2023 |                  |            |                  |              |                                       |
| 28 octobre | Eden Gardens (Kolkata) | Pays-Bas         | 229 (50)   | Bangladesh       | 142 (42.2)   | Pays-Bas par 87 Courses               |
| 29 octobre | Stade BRSABV Ekana Cricket (Lucknow) | Inde             | 229/9 (50) | Angleterre       | 129 (34.5)   | Inde par 100 Courses                  |
| 29 octobre | * Rohit Sharma Inde a joué dans son 100e ODI en tant que capitaine |                  |            |                  |              |                                       |
| 30 octobre | Stade Maharashtra Cricket Association (Pune) | Sri Lanka        | 241 (49.3) | Afghanistan      | 242/3 (45.2) | Afganhistan Par 6 Guichets            |
| 30 octobre | * Rashid Khan joué dans son 100ème ODI |                  |            |                  |              |                                       |
| 31 octobre | Eden Gardens (Kolkata) | Bangladesh       | 204 (45.1) | Pakistan         | 205/3 (32.3) | Pakistan par 7 Guichets               |
| 31 octobre | * Shaheen Afridi Pakistan et Mehidy Miraz Bangladesh a pris son 100e guichet en ODI. |                  |            |                  |              |                                       |
| 1 novembre | Stade Maharashtra Cricket Association (Pune) | Afrique du Sud   | 357/4 (50) | Nouvelle-Zélande | 167 (35.3)   | Afrique du Sud par 190 Courses        |
| 2 novembre | Stade Wankhede (Mumbai) | Inde             | 357/8 (50) | Sri Lanka        | 55 (19.4)    | Inde by 302 Courses                   |
| 2 novembre | * Dilshan Madushanka Sri Lanka a pris son premier transport à cinq guichets en ODI. - Il s'agissait de la plus grande victoire de l'Inde en termes de courses dans un ODI. - L'Inde a enregistré le deuxième Plus grande marge de victoire (par points). - Le Sri Lanka a enregistré le quatrième Le total de manches le plus bas de l'histoire de la Coupe du monde - Mohammed Shami est devenu le deuxième joueur de L'histoire de la Coupe du monde pour réaliser trois courses de 5 guichets, après Mitchell Starc. - L'Inde s'est qualifiée pour les demi-finales à la suite de ce match. |                  |            |                  |              |                                       |
| 3 novembre | Stade BRSABV Ekana Cricket (Lucknow) | Pays-Bas         | 179 (46.3) | Afghanistan      | 181/3 (31.3) | Afghanistan Par 7 Guichets            |
| 3 novembre | * Mujeeb Ur Rahman Afghanistan a pris son 100e guichet en ODI. |                  |            |                  |              |                                       |
| 4 novembre | Stade M. Chinnaswamy (Chennai) | Nouvelle-Zélande | 401/6 (50) | Pakistan         | 200/1 (25.3) | Pakistan Par 21 Courses (méthode DLS) |
| 4 novembre | * Aucun autre jeu n'a été possible à cause de la pluie. - L'Afrique du Sud s'est qualifiée pour les demi-finales à l'issue de ce match. |                  |            |                  |              |                                       |
| 4 novembre | Stade Narenda Modi (Ahmedabad) | Australie        | 286 (49.3) | Angleterre       | 253 (48.1)   | Australia Par 33 Courses              |
| 4 novembre | * L'Angleterre a été éliminée à l'issue de ce match. |                  |            |                  |              |                                       |
| 5 novembre | Eden Gardens (Kolkata) | Inde             | 326/5 (50) | Afrique du Sud   | 83 (27.1)    | Inde par 243 Courses                  |
| 5 novembre | * Avec son siècle dans ce match, Virat Kohli Inde avec Sachin Tendulkar pendant la plupart des siècles dans le cricket ODI (49). Il a réalisé cet exploit en 277 manches contre 452 pour Tendulkar. Il a également dépassé les 500 points marqués lors d'une saison de Coupe du monde ODI pour la première fois. - Le total de 83 de l'Afrique du Sud constitue son plus faible total de manches en Coupe du Monde, inférieur à son total de manches de 83 149 contre l'Australie en 2007. - La défaite de l'Afrique du Sud en 243 points était leur plus lourd en ODI, en termes de courses, dépassant leur défaite de 182 points contre le Pakistan en 2022.                                                        |                  |            |                  |              |                                       |
| 6 novembre | Stade Arun Jaitley Cricket (Delhi) | Sri Lanka        | 279 (49.3) | Bangladesh       | 282/7 (41.1) | Bangladesh par 3 Guichets             |
| 6 novembre | * Angelo Mathews Sri Lanka est devenu le premier joueur d'un match international de cricket à être licencié en étant Fin du temps. - Le Sri Lanka a été éliminé à l'issue de ce match. |                  |            |                  |              |                                       |
| 7 novembre | Stade Wankhede (Mumbai) | Afghanistan      | 291/5 (50) | Australie        | 293/7 (46.5) | Australie par 3 Guichets              |
| 7 novembre | * L'Australie s'est qualifiée pour les demi-finales grâce à ce match - Ibrahim Zadran Afghanistan est devenu le premier frappeur afghan à marquer un siècle lors de la Coupe du monde de cricket. - Glenn Maxwell Australie a marqué le la plupart des courses jamais réalisées (201) à la position numéro 6 du cricket ODI. - 202-courses se tenir entre Glenn Maxwell et Pat Cummins Australie est le partenariat de 8e guichet le plus élevé dans les ODI. - Glenn Maxwell Australie est devenu le premier joueur de cricket australien à marquer un double siècle en Coupe du monde et en ODI. |                  |            |                  |              |                                       |
| 8 novembre | Stade Maharashtra Cricket Association (Pune) | Angleterre       | 339/9      | Pays-Bas         | 179          | Angleterre par 180 Courses            |
| 8 novembre | * Les Pays-Bas ont été éliminés à l'issue de ce match |                  |            |                  |              |                                       |
| 9 novembre | Stade M. Chinnaswamy (Bengaluru) | Sri Lanka        | 171 (46.4) | Nouvelle-Zélande | 172/5 (23.2) | Nouvelle-Zélande par 5 Guichets       |
| 9 novembre | * Novellé-Zelande est devenu le 3ème quilleur à avoir remporté 600 guichets pour la Nouvelle-Zélande dans tous les formats de cricket international. Il est également devenu le premier quilleur à avoir remporté 50 guichets pour la Nouvelle-Zélande lors de la Coupe du monde de cricket. - Mitchell Santner Nouvellé-Zelande égalé Daniel Vettori's record du plus grand nombre de guichets pris par un joueur néo-zélandais lors d'une édition de la Coupe du monde de cricket. |                  |            |                  |              |                                       |
| 10 novembre | Stade Narenda Modi (Ahmedabad) | Afghanistan      | 244 (50)   | Afrique du Sud   | 247/5 (47.3) | Afrique du Sud par 5 Guichets         |
| 10 novembre | * Heinrich Klaasen et Kagiso Rabada Afrique du Sud ont joué respectivement leur 50e et 100e ODI. - L'Afghanistan a été éliminé à l'issue de ce match. |                  |            |                  |              |                                       |
| 11 novembre | Stade Maharashtra Cricket Association (Pune) | Bangladesh       | 306/8 (50) | Australie        | 307/2 (44.4) | Australie par 8 Guichets              |
| 11 novembre | Eden Gardens (Kolkata) | Angleterre       | 337/9 (50) | Pakistan         | 244 (43.3)   | Angleterre par 93 Courses             |
| 11 novembre | * David Willey Angleterre a pris son 100e guichet en ODI. - À l'issue de ce match, la Nouvelle-Zélande s'est qualifiée pour les demi-finales et le Pakistan a été éliminé. |                  |            |                  |              |                                       |
| 12 novembre | Stade M. Chinnaswamy (Bengaluru) | Inde             | 410/4 (50) | Pays-Bas         | 250 (47.5)   | Inde par 160 Courses                  |

### Phase à élimination directe

#### Tableau
|  | Demi-finales         | Demi-finales        |            |            | Finale                 | Finale                 |
|  | Demi-finales         | Demi-finales        |            |            | Finale                 | Finale                 |
|  |                      |                     |            |            |                        |                        |
|  | 15 novembre, Mumbai  | 15 novembre, Mumbai |            |            | 19 novembre, Ahmedabad | 19 novembre, Ahmedabad |
|  | 15 novembre, Mumbai  | 15 novembre, Mumbai |            |            | 19 novembre, Ahmedabad | 19 novembre, Ahmedabad |
|  | Inde                 | 397/4 (50)          |            |            | 19 novembre, Ahmedabad | 19 novembre, Ahmedabad |
|  | Inde                 | 397/4 (50)          |            |            | 19 novembre, Ahmedabad | 19 novembre, Ahmedabad |
|  | Nouvelle-Zélande     | 327 (42.8)          |            |            | 19 novembre, Ahmedabad | 19 novembre, Ahmedabad |
|  | Nouvelle-Zélande     | 327 (42.8)          | Inde       | 240 (50)   |                        |                        |
|  | 15 novembre, Kolkata |                     | Inde       | 240 (50)   |                        |                        |
|  |                      | Australie           | 241/4 (43) |            |                        |                        |
|  | Afrique du Sud       | Australie           | 241/4 (43) | 212 (49.4) |                        |                        |
|  | Afrique du Sud       |                     |            | 212 (49.4) |                        |                        |
|  | Australie            | 215 (47.2)          |            |            |                        |                        |
|  | Australie            | 215 (47.2)          |            |            |                        |                        |

#### Matchs
| Date | Stade | Équipe A        | Équipe A       | Score      | Équipe B        | Équipe B         | Score      | Vainqueur                |
| --- | --- | --------------- | -------------- | ---------- | --------------- | ---------------- | ---------- | ------------------------ |
| Demi-finale A | |                 |                |            |                 |                  |            |                          |
| 15 novembre | Stade Wankhede, Mumbai | 1er classement  | Inde           | 397/4 (50) | 4ème classement | Nouvelle-Zélande | 327 (48.5) | Inde par 70 Courses      |
| 15 novembre | * Mohammed Shami et Kuldeep Yadav Inde tous deux ont joué leur 100e ODI. - Virat Kohli Inde a marqué son 50ème century en ODI et a dépassé Sachin Tendulkar's pour le le record des centuries en ODI - Virat Kohli Inde a également dépassé le record de Sachin Tendulkar en marquant le plus de points dans une seule édition de la Coupe du Monde qui s'est déroulée en 2003 |                 |                |            |                 |                  |            |                          |
| Demi-finale B | |                 |                |            |                 |                  |            |                          |
| 15 novembre | Eden Gardens, Kolkata | 2ème classement | Afrique du Sud | 212 (49.4) | 3ème classement | Australie        | 215 (47.2) | Australie par 3 Guichets |
| * David Miller Afrique du Sud est devenu le premier Sud-Africain à marquer un Siècle dans un match à élimination directe de la Coupe du monde. - En conséquence, l'Australie s'est qualifiée pour la finale de la Coupe du monde pour la huitième fois après 1975, 1987, 1996, 1999, 2003, 2007 et 2015. - Quinton de Kock Afrique du Sud joué lors de son dernier ODI. | |                 |                |            |                 |                  |            |                          |

| 19 novembre                                                         | Stade Narendra Modi, Ahmedabad | Inde | 240 (50) | Australie | 241/4 (43) | Australie par 6 Guichets |
| * L'Australie a remporté son sixième titre record en Coupe du monde |                                |      |          |           |            |                          |

## Statistiques

### Totaux d'équipe les plus élevés
| Score                                  | Équipe         | Overs | Contre         | date            |
| -------------------------------------- | -------------- | ----- | -------------- | --------------- |
| 428/5                                  | Afrique du Sud | 50    | Sri Lanka      | 7 octobre 2023  |
| 364/9                                  | Angleterre     | 50    | Bangladesh     | 10 octobre 2023 |
| 345/4                                  | Pakistan       | 48.2  | Sri Lanka      | 10 octobre 2023 |
| 344/9                                  | Sri Lanka      | 50    | Pakistan       | 10 octobre 2023 |
| 326                                    | Sri Lanka      | 44.5  | Afrique du Sud | 7 octobre 2023  |
| Dernière mise à jour : 7 novembre 2023 |                |       |                |                 |

#### Agrégat de correspondance le plus élevé
| Score                                  | Overs | Équipes                                         | Date            |
| -------------------------------------- | ----- | ----------------------------------------------- | --------------- |
| 771/19                                 | 99.2  | Australie (388) Contre Nouvelle-Zélande (383/9) | 28 octobre 2023 |
| 754/15                                 | 94.5  | Afrique du Sud (428/5) Contre Sri Lanka (326)   | 7 octobre 2023  |
| 689/13                                 | 98.2  | Sri Lanka (344/9) Contre Pakistan (345/4)       | 10 octobre 2023 |
| Dernière mise à jour : 7 novembre 2023 |       |                                                 |                 |

### La plus grande marge gagnante

#### Par courses
| marge       | Équipe           | Contre     | Date            |
| ----------- | ---------------- | ---------- | --------------- |
| 137 Courses | Angleterre       | Bangladesh | 10 octobre 2023 |
| 134 Courses | Afrique du Sud   | Australie  | 12 octobre 2023 |
| 102 Courses | Afrique du Sud   | Sri Lanka  | 7 octobre 2023  |
| 99 Courses  | Nouvelle-Zélande | Pays-Bas   | 9 octobre 2023  |
| 81 Courses  | Pakistan         | Pays-Bas   | 6 octobre 2023  |

#### Par guichets
| marge                                 | Équipe           | Contre      | Date            |
| ------------------------------------- | ---------------- | ----------- | --------------- |
| 9 guichets                            | Nouvelle-Zélande | Angleterre  | 5 octobre 2023  |
| 8 guichets                            | Inde             | Afghanistan | 11 octobre 2023 |
| 8 guichets                            | Nouvelle-Zélande | Bangladesh  | 13 octobre 2023 |
| 7 guichets                            | Inde             | Pakistan    | 14 octobre 2023 |
| 6 guichets                            | Bangladesh       | Afghanistan | 7 octobre 2023  |
| 6 guichets                            | Inde             | Australie   | 8 octobre 2023  |
| 6 guichets                            | Pakistan         | Sri Lanka   | 10 octobre 2023 |
| Dernière mise à jour:10 novembre 2023 |                  |             |                 |

#### Par balles restantes
| marge | Équipe           | Contre      | Date            |
| ----- | ---------------- | ----------- | --------------- |
| 117   | Inde             | Pakistan    | 14 octobre 2023 |
| 92    | Bangladesh       | Afghanistan | 7 octobre 2023  |
| 90    | Australie        | Afghanistan | 11 octobre 2023 |
| 88    | Australia        | Sri Lanka   | 16 octobre 2023 |
| 84    | Nouvelle-Zélande | Angleterre  | 5 octobre 2023  |

### Totaux d'équipe les plus bas
Il s'agit d'une liste des manches terminées uniquement, les totaux faibles dans les matchs avec des overs réduits sont omis, sauf lorsque l'équipe était complètement éliminée. Les courses-poursuites réussies dans la deuxième manche ne sont pas comptées.
| score | Overs | Équipe      | Contre           | Date            |
| ----- | ----- | ----------- | ---------------- | --------------- |
| 139   | 34.4  | Afghanistan | Nouvelle-Zélande | 18 octobre 2023 |
| 156   | 37.2  | Afghanistan | Bangladesh       | 7 octobre 2023  |
| 170   | 22.0  | Angleterre  | Afrique du Sud   | 21 octobre 2023 |
| 177   | 40.5  | Australie   | Afrique du Sud   | 12 Ocotber 2023 |

### Statistiques au bâton

#### La plupart des courses
| Courses | Joueur          | Inns | HS   | Ave    | SR     | 100 | 50 | 4s | 6s |
| ------- | --------------- | ---- | ---- | ------ | ------ | --- | -- | -- | -- |
| 294     | Mohammad Rizwan | 4    | 131* | 98.00  | 96.93  | 1   | 1  | 28 | 3  |
| 265     | Rohit Sharma    | 4    | 131  | 66.25  | 137.30 | 1   | 1  | 22 | 11 |
| 259     | Virat Kohli     | 4    | 103* | 129.50 | 90.24  | 1   | 2  | 21 | 4  |
| 249     | Devon Conway    | 4    | 152* | 83.00  | 104.62 | 1   | 0  | 30 | 4  |
| 229     | Quinton de Kock | 3    | 109  | 76.33  | 108.01 | 2   | 0  | 20 | 8  |

#### Totaux d'équipe les plus bas
Il s'agit d'une liste des manches terminées uniquement, les totaux faibles dans les matchs avec des overs réduits sont omis, sauf lorsque l'équipe était complètement éliminée. Les courses-poursuites réussies dans la deuxième manche ne sont pas comptées.
| Score | Overs | Équipe      | Contre           | Date            |
| ----- | ----- | ----------- | ---------------- | --------------- |
| 139   | 34.4  | Afghanistan | Nouvelle-Zélande | 18 octobre 2023 |
| 156   | 37.2  | Afghanistan | Bangladesh       | 7 octobre 2023  |
| 177   | 40.5  | Australie   | Afrique du Sud   | 12 octobre 2023 |
| 191   | 42.5  | Pakistan    | Inde             | 14 octobre 2023 |
| 199   | 49.3  | Australie   | Inde             | 8 octobre 2023  |

#### Le score le plus élevé
| Score élevé | Joueur          | Équipe           | Contre      | Des balles | 4s | 6s | SR     |
| ----------- | --------------- | ---------------- | ----------- | ---------- | -- | -- | ------ |
| 163         | David Warner    | Australie        | Pakistan    | 124        | 14 | 9  | 135.45 |
| 152*        | Devon Conway    | Nouvelle-Zélande | Angleterre  | 121        | 19 | 3  | 125.61 |
| 140         | Dawid Malan     | Angleterre       | Bangladesh  | 107        | 16 | 5  | 130.84 |
| 131*        | Mohammad Rizwan | Pakistan         | Sri Lanka   | 121        | 8  | 3  | 108.26 |
| 131         | Rohit Sharma    | Inde             | Afghanistan | 84         | 16 | 5  | 155.95 |

#### Moyenne la plus élevée
| Moyenne | Joueur          | Mat | Inns | NO | Courses |
| ------- | --------------- | --- | ---- | -- | ------- |
| 129.50  | Virat Kohli     | 4   | 4    | 2  | 259     |
| 98.00   | Mohammad Rizwan | 4   | 4    | 1  | 294     |
| 87.00   | Mahmudullah     | 3   | 2    | 1  | 87      |
| 85.00   | Reeza Hendricks | 1   | 1    | 0  | 85      |
| 83.00   | Devon Conway    | 4   | 4    | 1  | 249     |

#### Taux de frappe le plus élevé
| taux de grève | joueur           | Mat | Inns | Courses | BF  |
| ------------- | ---------------- | --- | ---- | ------- | --- |
| 146.30        | Kusal Mendis     | 4   | 4    | 218     | 149 |
| 141.37        | Aiden Markram    | 4   | 4    | 205     | 145 |
| 139.43        | Heinrich Klaasen | 4   | 4    | 198     | 142 |
| 137.93        | Mark Wood        | 4   | 4    | 80      | 58  |
| 135.55        | Iftikhar Ahmed   | 4   | 4    | 61      | 26  |

#### La plupart des limites
| 875                                   |                 |         |
| Quatre                                | Joueur          | Manches |
| 33                                    | Rohit Sharma    | 5       |
| 30                                    | Devon Conway    | 5       |
| 29                                    | Virat Kohli     | 5       |
| 28                                    | Mohammad Rizwan | 4       |
| 25                                    | Aiden Markram   | 4       |
| Dernière mise à jour: 22 octobre 2023 |                 |         |

| Total six                             | Total six      | Total six |
| ------------------------------------- | -------------- | --------- |
| 232                                   |                |           |
| Quatre                                | Joueur         | Manches   |
| 17                                    | Rohit Sharma   | 5         |
| 14                                    | Kusal Mendis   | 4         |
| 11                                    | Daryl Mitchell | 5         |
| 10                                    | David Warner   | 4         |
| 9                                     | Mitchell Marsh | 4         |
| Dernière mise à jour: 22 octobre 2023 |                |           |

#### Dans l'ensemble
| Marquer                                                   | D'abord                                           | D'abord    | Second                                                        | Second     | Ref    |
| --------------------------------------------------------- | ------------------------------------------------- | ---------- | ------------------------------------------------------------- | ---------- | ------ |
| La plupart des siècles                                    | Quinton de Kock                                   | 3          | David Warner                                                  | 2          | [ 8 ]  |
| La plupart des scores +50                                 | Virat Kohli                                       | 4          | 5 joueurs                                                     | 3          | [ 9 ]  |
| 150 le plus rapide                                        | David Warner v Pakistan Mitchell Marsh v Pakistan | 116 balles | Devon Conway Contre Anlgeterre                                | 119 balles | [ 10 ] |
| Les 100 les plus rapides                                  | Glenn Maxwell Contre Pays-Bas                     | 40 balles  | Aiden Markram Contre Sri Lanka                                | 49 balles  | ,      |
| Les 50 les plus rapides                                   | Kusal Mendis                                      | 25 balles  | Glenn Maxwell                                                 | 27 balls   | ,      |
| Plus de quatre en une manche                              | Devon Conway v Angleterre                         | 19         | Devon Conway Contre Bangladesh Dawid Malan Contre Afghanistan | 16         | [ 13 ] |
| La plupart franchissent les limites au cours d'une manche | David Warner v Pakistan                           | 110        | Quinton de Kock Contre Bangladesh                             | 102        | [ 14 ] |
| La plupart des canards                                    | Maheesh Theekshana Naveen-ul-Haq                  | 2          | 25 Joueurs                                                    | 1          | [ 15 ] |

#### 50 plus rapide
| Des Balles                              | Joueur       | Équipe    | Contre           | Lieu                            | Ref    |
| --------------------------------------- | ------------ | --------- | ---------------- | ------------------------------- | ------ |
| 22                                      | Kusal Perera | Sri Lanka | Nouvelle-Zélande | Stade M. Chinnaswamy, Bangalore | [ 16 ] |
| Dernière mise à jour : 11 novembre 2023 |              |           |                  |                                 |        |

#### 200 les plus rapides
| Des balles                              | Joueur        | Équipe    | Contre      | Lieu                   | Ref    |
| --------------------------------------- | ------------- | --------- | ----------- | ---------------------- | ------ |
| 128                                     | Glenn Maxwell | Australie | Afghanistan | Stade Wankhede, Mumbai | [ 17 ] |
| Dernière mise à jour : 10 novembre 2023 |               |           |             |                        |        |

### Statique du bowling

#### La plupart guichets
| Wkts | Joueur             | Inns | Ave   | Econ | BBI  | SR    | 5W |
| ---- | ------------------ | ---- | ----- | ---- | ---- | ----- | -- |
| 13   | Adam Zampa         | 5    | 17.76 | 5.92 | 4/8  | 18.00 | 0  |
| 12   | Mitchell Santner   | 5    | 16.91 | 4.25 | 5/29 | 23.83 | 1  |
| 11   | Jasprit Bumrah     | 5    | 16.27 | 3.80 | 4/39 | 25.63 | 0  |
| 11   | Dilshan Madushanka | 4    | 21.18 | 6.10 | 4/49 | 20.36 | 0  |
| 10   | Matt Henry         | 5    | 21.70 | 5.10 | 3/40 | 25.50 | 0  |
| 10   | Kagiso Rabada      | 5    | 21.90 | 5.36 | 3/33 | 24.50 | 0  |
| 10   | Gerald Coetzee     | 4    | 22.00 | 7.16 | 3/35 | 18.60 | 0  |
| 10   | Marco Jansen       | 5    | 24.70 | 6.50 | 2/27 | 22.80 | 0  |
| 10   | Shaheen Afridi     | 5    | 25.10 | 5.97 | 5/54 | 25.20 | 1  |

#### Meilleurs chiffres de bowling
| Les figures | Overs | Player           | Équipe           | Contre           | Date            |
| ----------- | ----- | ---------------- | ---------------- | ---------------- | --------------- |
| 5/54        | 10    | Shaheen Afridi   | Pakistan         | Australie        | 23 octobre 2023 |
| 5/54        | 10    | Mohammed Shami   | Inde             | Nouvelle-Zélande | 22 octobre 2023 |
| 5/59        | 10    | Mitchell Santner | Nouvelle-Zélande | Pays-Bas         | 9 octobre 2023  |
| 4/8         | 3     | Adam Zampa       | Australie        | Pays-Bas         | 25 octobre 2023 |

#### La plupart des jeunes filles
| Mdns | Joueur             | Inns |
| ---- | ------------------ | ---- |
| 5    | Lungi Ngidi        | 4    |
| 4    | Kagiso Rabada      | 5    |
| 3    | Jasprit Bumrah     | 5    |
| 3    | Matt Henry         | 5    |
| 3    | Mehidy Hasan       | 5    |
| 3    | Aryan Dutt         | 5    |
| 3    | Josh Hazlewood     | 5    |
| 3    | Dilshan Madushanka | 5    |

#### Meilleure moyenne
| Ave   | Joueur         | Inns | Wkts | Courses | Overs |
| ----- | -------------- | ---- | ---- | ------- | ----- |
| 7.00  | Angelo Mathews | 1    | 2    | 14      | 5.0   |
| 10.80 | Mohammed Shami | 1    | 5    | 54      | 10.0  |
| 12.50 | Mitchell Marsh | 5    | 2    | 25      | 5.0   |
| 16.27 | Jasprit Bumrah | 5    | 11   | 179     | 47.0  |
| 16.33 | Tabraiz Shamsi | 2    | 6    | 98      | 17.5  |
| 16.33 | Noor Ahmad     | 1    | 3    | 49      | 10.0  |

#### Meilleur taux de frappe
| Taux de grève | Joueur         | Inns | Wkts | Balles |
| ------------- | -------------- | ---- | ---- | ------ |
| 11.33         | Mohammed Shami | 2    | 9    | 102    |
| 15.00         | Mahedi Hasan   | 2    | 6    | 90     |
| 17.83         | Tabraiz Shamsi | 2    | 6    | 107    |
| 18.37         | Adam Zampa     | 2    | 16   | 294    |
| 19.00         | Gerald Coetzee | 5    | 12   | 228    |

#### Meilleur tarif économique
| Tarif économique | Joueur              | Inns | Wkts | Courses | Overs |
| ---------------- | ------------------- | ---- | ---- | ------- | ----- |
| 2.80             | Angelo Mathews      | 1    | 2    | 14      | 5.0   |
| 3.40             | Ravichandran Ashwin | 1    | 1    | 34      | 10.0  |
| 3.75             | Ravindra Jadeja     | 6    | 8    | 206     | 54.5  |
| 3.91             | Jasprit Bumrah      | 6    | 14   | 211     | 53.5  |
| 4.00             | Virat Kohli         | 1    | 0    | 2       | 0.3   |

#### Dans l'ensemble
| Enregistrer                                           | Joueur                                         | Joueur | ref    |
| ----------------------------------------------------- | ---------------------------------------------- | ------ | ------ |
| La plupart des cinq trajets de guichet                | Mitchell Santner Shaheen Afridi Mohammed Shami | 1      | [ 18 ] |
| La plupart des transports à quatre guichets (et plus) | Adam Zampa                                     | 3      | [ 19 ] |
| la plupart des points concédés au cours d'une manche  | Bas de Leede Contre Australia                  | 115    | [ 20 ] |

### Statistiques sur le terrain

#### La plupart des licenciements
Il s'agit d'une liste des gardiens de guichet avec le plus de licenciements dans le tournoi.
| Licenciements                          | Joueur          | Équipe         | Manches | Attrapé | Strumpé |
| -------------------------------------- | --------------- | -------------- | ------- | ------- | ------- |
| 13                                     | Scott Edwards   | Pays-Bas       | 6       | 11      | 2       |
| 12                                     | Quinton de Kock | Afrique du Sud | 7       | 11      | 1       |
| 9                                      | Mohammad Rizwan | Pakistan       | 7       | 9       | 0       |
| 9                                      | Kl Rahul        | Inde           | 7       | 8       | 1       |
| 8                                      | Jos Buttler     | Angleterre     | 6       | 7       | 1       |
| Dernière mise à jour : 1 novembre 2023 |                 |                |         |         |         |

#### La plupart des captures
Il s'agit d'une liste des joueurs défensifs qui ont réalisé le plus de attrapés lors du tournoi ; les captures réalisées en tant que gardien de guichet ne sont pas incluses.
| Captures                               | Joueur         | Équipe           | Manches   |
| -------------------------------------- | -------------- | ---------------- | --------- |
| 7                                      | Daryl Mitchell | Nouvelle-Zélande | 7         |
| 6                                      | David Warner   | Australie        | 6         |
| 6                                      | David Miller   | Afrique du Sud   | 7         |
| 5                                      | 9 joueurs      | 9 joueurs        | 9 joueurs |
| Dernière mise à jour : 2 novembre 2023 |                |                  |           |

### Autres statistiques

#### Liste des transports à cinq guichets
| No. | Quilleur           | Date            | Équipe           | Adversaire       | Lieu                                                   | Overs | Corses | Gchts | Econ | Batteurs                                                                                  | Résultats | Ref    |
| --- | ------------------ | --------------- | ---------------- | ---------------- | ------------------------------------------------------ | ----- | ------ | ----- | ---- | ----------------------------------------------------------------------------------------- | --------- | ------ |
| 1   | Mitchell Santner   | 9 octobre 2023  | Nouvelle-Zélande | Pays-Bas         | Stade Rajiv Gandhi International Cricket, Hyderabad    | 10    | 59     | 5     | 5.90 | * Max O'Dowd * Colin Ackermann * Scott Edwards * Roelof van der Merwe * Ryan Klein        | Gagné     | [ 23 ] |
| 2   | Shaheen Afridi     | 20 octobre 2023 | Pakistan         | Australie        | Stade M. Chinnaswamy, Bangalore                        | 10    | 54     | 5     | 5.40 | * Mitchell Marsh * Glenn Maxwell * Marcus Stoinis * Mitchell Starc * Josh Hazlewood       | Perdu     | [ 24 ] |
| 3   | Mohammed Shami     | 22 octobre 2023 | Inde             | Nouvelle-Zélande | Stade Himachal Pradesh Cricket Association, Dharamsala | 10    | 54     | 5     | 5.40 | * Will Young * Rachin Ravindra * Daryl Mitchell * Mitchell Santner Matt Henry             | Gagne     | [ 25 ] |
| 4   | Dilshan Madushanka | 2 novembre 2023 | Sri Lanka        | Inde             | Stade Wankhede Mumbai                                  | 10    | 80     | 5     | 8.00 | * Rohit Sharma * Shubman Gill * Virat Kohli * Suryakumar Yadav * Shreyas Iyer             | Perdu     | [ 26 ] |
| 5   | Mohammed Shami     | 2 novembre 2023 | Inde             | Sri Lanka        | Stade Wankhede Mumbai                                  | 5     | 18     | 5     | 3.60 | *Charith Asalanka *Angelo Mathews * Dushan Hemantha * Dushmantha Chameera * Kasun Rajitha | Gagne     | [ 26 ] |

#### partenariats les plus élevés
Les tableaux suivants sont des listes des partenariats les plus élevés pour le tournoi.

##### Par Courses
| Partenariat                            | Guichet | Joueurs               | Joueurs         | Équipe           | Contre      | Date            |
| -------------------------------------- | ------- | --------------------- | --------------- | ---------------- | ----------- | --------------- |
| 273*                                   | 2ème    | Rachin Ravindra       | Devon Conway    | Nouvelle-Zélande | Angleterre  | 5 octobre 2023  |
| 259                                    | 1er     | David Warner          | Mitchell Marsh  | Australie        | Pakistan    | 20 octobre 2023 |
| 204                                    | 2ème    | Rassie van der Dussen | Quinton de Kock | Afrique du Sud   | Sri Lanka   | 7 octobre 2023  |
| 202*                                   | 8ème    | Glenn Maxwell         | Pat Cummins     | Australie        | Afghanistan | 7 novembre 2023 |
| Dernière mise à jour : 4 novembre 2023 |         |                       |                 |                  |             |                 |

##### Par guichets
| Partenariat                            | Guichet | Joueurs           | Joueurs         | Équipe           | Contre     | Date            |
| -------------------------------------- | ------- | ----------------- | --------------- | ---------------- | ---------- | --------------- |
| 259                                    | 1er     | David Warner      | Mitchell Marsh  | Australie        | Pakistan   | 20 octobre 2023 |
| 273*                                   | 2ème    | Rachin Ravindra   | Devon Conway    | Nouvelle-Zélande | Angleterre | 5 octobre 2023  |
| 176                                    | 3ème    | Abdullah Shafique | Mohammad Rizwan | Pakistan         | Sri Lanka  | 10 octobre 2023 |
| 165                                    | 4ème    | Virat Kohli       | KL Rahul        | Inde             | Australie  | 8 octobre 2023  |
| Dernière mise à jour : 5 novembre 2023 |         |                   |                 |                  |            |                 |

### Joueur à égaler
| #                                      | Joueur                 | Match                                  | Courses | SR     | Wkts | Econ  |
| -------------------------------------- | ---------------------- | -------------------------------------- | ------- | ------ | ---- | ----- |
| 1                                      | Rachin Ravindra        | Angleterre Contre Nouvelle-Zélande     | 123*    | 128.13 | 1/76 | 7.6   |
| 2                                      | Saud Shakeel           | Pays-Bas Contre Pakistan               | 68      | 130.77 | NC   | NC    |
| 3                                      | Mehidy Hasan           | Afghanistan Contre Bangladesh          | 57      | 78.08  | 3/5  | 2.78  |
| 4                                      | Aiden Markham          | Afrique du Sud Contre Sri Lanka        | 106     | 196.30 | NC   | NC    |
| 5                                      | K. L. Rahul            | Australie Contre Inde                  | 97*     | 84.34  | NC   | NC    |
| 6                                      | Mitchell Santner       | Pays-Bas Contre Nouvelle-Zélande       | 36*     | 211.14 | 5/59 | 5.90  |
| 7                                      | Dawid Malan            | Bangladesh Contre Angleterre           | 140     | 130.84 | NC   | NC    |
| 8                                      | Mohammad Rizwan        | Pakistan Contre Sri Lanka              | 131*    | 108.62 | NC   | NC    |
| 9                                      | Rohit Sharma           | Afghanistan Contre Inde                | 131     | 155.95 | NC   | NC    |
| 10                                     | Quinton de Kock        | Australie Contre Afrique du Sud        | 109     | 102.83 | NC   | NC    |
| 11                                     | Lockie Ferguson        | Nouvelle-Zélande Contre Bangladesh     | NC      | NC     | 3/49 | 4.90  |
| 12                                     | Jasprit Bumrah         | Inde Contre Pakistan                   | NC      | NC     | 2/19 | 2.71  |
| 13                                     | Mujeeb Ur Rahman       | Angleterre Contre Afghanistan          | 28      | 175.00 | 3/51 | 5.10  |
| 14                                     | Adam Zampa             | Australie Contre Sri Lanka             | NC      | NC     | 4/47 | 5.87  |
| 15                                     | Scott Edwards          | Afrique du Sud Contre Pays-Bas         | 78*     | 113.04 | NC   | NC    |
| 16                                     | Glenn Phillips         | Nouvelle-Zélande Contre Afghanistan    | 71      | 88.75  | 0/13 | 4.33  |
| 17                                     | Virat Kohli            | Inde Contre Bangladesh                 | 103*    | 106.19 | 0/2  | 4.00  |
| 18                                     | David Warner           | Australie Contre Pakistan              | 163     | 131.45 | NC   | NC    |
| 19                                     | Sadeera Samarawickrama | Pays-Bas Contre Sri Lanka              | 91*     | 85.04  | NC   | NC    |
| 20                                     | Heinrich Klaasen       | Angleterre Contre Afrique du Sud       | 174     | 124.28 | NC   | NC    |
| 21                                     | Mohammed Shami         | Inde Contre Nouvelle-Zélande           | 1*      | 100.00 | 5/54 | 5.40  |
| 22                                     | Ibrahim Zadran         | Pakistan Contre Afghanistan            | 87      | 76.99  | NC   | NC    |
| 23                                     | Quinton de Kock        | Afrique du Sud Contre Bangladesh       | 174     | 124.28 | NC   | NC    |
| 24                                     | Glenn Maxwell          | Australie Contre Pays-Bas              | 106     | 240.90 | NC   | NC    |
| 25                                     | Lahiru Kumara          | Angleterre Contre Sri Lanka            | NC      | NC     | 3/35 | 5.00  |
| 26                                     | Tabraiz Shamsi         | Pakistan Contre Afrique du Sud         | 4*      | 66.66  | 4/60 | 6.00  |
| 27                                     | Travis Head            | Australie Contre Nouvelle-Zélande      | 109     | 162.68 | NC   | NC    |
| 28                                     | Paul van Meekeren      | Pays-Bas Contre Bangladesh             | 0       | 0.00   | 4/23 | 3.13  |
| 29                                     | Rohit Sharma           | Inde Contre Angleterre                 | 87      | 86.13  | NC   | NC    |
| 30                                     | Fazalhaq Farooqi       | Sri Lanka Contre Afghanistan           | NC      | NC     | 4/34 | 3.40  |
| 31                                     | Fakhar Zaman           | Bangladesh Contre Pakistan             | 81      | 109.45 | NC   | NC    |
| 32                                     | Rassie van der Dussen  | Afrique du Sud Contre Nouvelle-Zélande | 133     | 112.71 | NC   | NC    |
| 33                                     | Mohammed Shami         | Inde Contre Sri Lanka                  | 2       | 50.00  | 5/18 | 3.60  |
| 34                                     | Mohammad Nabi          | Afghanistan Contre Pays-Bas            | NC      | NC     | 3/28 | 2.94  |
| 35                                     | Fakhar Zaman           | Nouvelle-Zélande Contre Pakistan       | 126*    | 155.55 | NC   | NC    |
| 36                                     | Adam Zampa             | Australie Contre Angleterre            | 29      | 152.63 | 3/21 | 2.10  |
| 37                                     | Virat Kohli            | Inde Contre Afrique du Sud             | 101*    | 83.47  | NC   | NC    |
| 38                                     | Shakib Al Hasan        | Sri Lanka Contre Bangladesh            | 82      | 126.15 | 1/55 | 5.50  |
| 39                                     | Glenn Maxwell          | Afghanistan Contre Australie           | 201*    | 157.03 | 1/55 | 5.50  |
| 40                                     | Ben Stokes             | Angleterre Contre Pays-Bas             | 108     | 128.57 | NC   | NC    |
| 41                                     | Trent Boult            | Sri Lanka Contre Nouvelle-Zélande      | NC      | NC     | 3/37 | 3.70  |
| 42                                     | Rassie van der Dussen  | Afghanistan Contre Afrique du Sud      | 76*     | 134.09 | 0/48 | 12.00 |
| 43                                     | Mitchell Marsh         | Bangladesh Contre Australie            | 177*    | 134.09 | 0/48 | 12.00 |
| 44                                     | David Willey           | Angleterre Contre Pakistan             | 15      | 300.00 | 3/56 | 5.60  |
| élimination directe                    | Joueur                 | Match                                  | Courses | SR     | Wkts | Econ  |
| 46                                     | Mohammed Shami         | Inde Contre Nouvelle-Zélande           | NC      | NC     | 7/57 | 5.79  |
| 47                                     | Travis Head            | Afrique du Sud Contre Australie        | 62      | 129.16 | 2/21 | 4.20  |
| 48                                     | Travis Head            | Inde Contre Australie                  | 137     | 114.16 | 0/4  | 2.00  |
| Joueur du tournoi                      | Joueur du tournoi      | Joueur du tournoi                      | Courses | SR     | Wkts | Econ  |
| Virat Kohli                            | Virat Kohli            | Virat Kohli                            | 765     | 90.31  | 1    | 4.28  |
| Dernière mise à jour : 8 novembre 2023 |                        |                                        |         |        |      |       |

## Diffuseur
Star Sports Network India est le diffuseur officiel de la Coupe du monde de cricket 2023, il était prévu de diffuser le tournoi sur Star Sports et OTT plate-forme Disney+ Hotstar En Inde. DD Sports diffusera uniquement les matchs impliquant l'Inde, les demi-finales et la finale sur Réseaux terrestres En Inde, ce dernier étant prêt à diffuser la Coupe du monde gratuitement sur les appareils mobiles, à la fois en horizontal et en formats vidéo verticaux. Ce sera la première fois que le tournoi sera diffusé en format vertical ; ils sont configurés pour utiliser des caméras dédiées orientées verticalement pour créer le flux. ainsi que l'utilisation de graphiques verticaux et d'"améliorations de production sur mesure" pour permettre une visualisation verticale.

### Diffuseurs officiels
La liste ci-dessous comprend tous les diffuseurs officiels du tournoi, classés par pays ou territoire.
| Territoire                          | Titulaire(s) des droits                       | droits numeriques                                                  |
| ----------------------------------- | --------------------------------------------- | ------------------------------------------------------------------ |
| Afghanistan                         | RTA Sports Ariana TV                          | Afghan Wireless                                                    |
| Afrique du Sud                      | Super Sports                                  | SuperSports app                                                    |
| Afrique sub-saharienne              | Super Sports                                  | SuperSport app                                                     |
| Angleterre                          | Sky Sports Cricket Channel 5                  | SkyGO Sky Sports apk                                               |
| Asie du sud est                     | YuppTV                                        |                                                                    |
| Australie                           | Foxtel TV Kayo Nine Network                   | Foxtel GO Foxtel Now Kayo Nine Now                                 |
| Bangladesh                          | Gazi TV T Sports BTV                          | Rabbithole BD App                                                  |
| Canada                              | Willow TV Canada                              | Willow TV                                                          |
| Caraïbes                            | ESPN                                          | ESPN Play Caribbean                                                |
| Europe continentale                 | Sky Sports                                    | YuppTV                                                             |
| États-Unis                          | Willow TV Willow TV Xtra                      | ESPN+ ESPN Play Caribbean                                          |
| Hong Kong                           | Astro Cricket YuppTV (via NowTV)              | YuppTV                                                             |
| Inde (hôte)                         | Star Sports Network India DD Sports           | Disney+ Hotstar                                                    |
| Îles du Pacifique                   | TVWAN Action PAC                              |                                                                    |
| Afrique du Nord et Afrique de l'est | Etisalat Starzplay                            | Starzplay                                                          |
| Moyen-Orient                        | Etisalat CricLife Max (UAE seulement)         | Switch TV                                                          |
| Nouvelle-Zélande                    | Sky Sports Sky Sports 3                       | skygo.co.nz skysportnow.co.nz                                      |
| Népal                               | Star Sports Network India                     |                                                                    |
| Pakistan                            | A Sports PTV Sports                           | ptvflix Daraz Jazz Tamasha ap ARY ZAP myco app                     |
| Royaume-Uni                         | Sky Sports Cricket Channel 5                  | SkyGO Sky Sports apk My5 app (faits saillants et finale seulement) |
| Singapour                           | Astro Vinmeen HD                              | Star Hub TV+                                                       |
| Sri Lanka                           | Sirasa TV (TV1) Star Sports Network India TNL | sirasatv.lk                                                        |

## Critiques et controverses
Les supporters indiens sont confrontés à des difficultés pour acheter des billets. Il existe une forte demande pour les billets pour les matchs de l’équipe indienne. La plateforme officielle Book My Show montre que tous les billets pour le match contre l'Inde sont épuisés. En revanche, les billets sont disponibles sur des plateformes de revente, où de nombreuses personnes les revendent en Lahks de roupies. De nombreux fans ont déclaré que lorsqu'ils entraient sur le portail Book My Show pour réserver des billets, cela les plaçait dans une file d'attente de 2 à 5 heures et que ceux qui accédaient à la page de sélection des sièges n'étaient pas en mesure de réserver le billet, beaucoup ont allégué que le les billets ont été vendus avant le début de la réservation officielle. En raison de l'indignation des fans, BCCI ont annoncé qu'ils mettraient à disposition 400 000 billets pour le tournoi. Le 8 septembre 2023, Book My Show a de nouveau vendu des billets, mais des choses similaires se sont produites : beaucoup ont attendu 2 à 3 heures sur l'apk mais n'ont pas obtenu un seul billet. Ancien joueur international indien Venkatesh Prasad a critiqué la plateforme de vente de billets et la BCCI, il a tweeté "Cela n'a pas l'air bien. Soit les partenaires de billetterie sont incompétents pour gérer les billets et le trafic, soit il s'agit d'une autre mascarade au nom de la libération des billets. J'espère qu'il y aura un audit et une identification appropriés de la façon dont les billets sont vendus, à qui et sur quelle plateforme.